# SP소프트
주식회사 SP소프트(영어: SP Soft)는 데이터 연결 및 상호작용 관련 기술을 바탕으로 소프트웨어 솔루션을 제공하는 대한민국의 소프트웨어 회사이다.

## 역사
2013년 1월에 설립되었으며, 2021년 11월 30일 (주)피플커넥트를 흡수 합병하였다.
2024년 2월 15일에 IBKS제19호스팩과 합병을 통해 코스닥 시장에 상장하였다.